# Sept-Vents
Sept-Vents település Franciaországban, Calvados megyében. Lakosainak száma 458 fő (2018. január 1.). Sept-Vents Cahagnes, Caumont-l’Éventé, Dampierre, La Lande-sur-Drôme, Saint-Jean-des-Essartiers, La Vacquerie és Le Perron községekkel határos.

## Népesség
A település népessége az elmúlt években az alábbi módon változott:
| Lakosok száma | 374  | 332  | 331  | 361  | 386  | 408  | 415  | 861  | 451  | 458  |
|               | 1968 | 1975 | 1982 | 1999 | 2006 | 2011 | 2013 | 2016 | 2017 | 2018 |